# Jozafat Kuncevič
Sveti Jozafat Kuncevič (Volodimir, 1580. – Vitebsk, 12. studenog 1624.), katolički svetac, grkokatolički nadbiskup, redovnik i mučenik.

## Životopis
Rodio se kao Ivan Kuncevič u Volodomiru u današnjoj Ukrajini, a tada dijelu Poljsko-Litavske Unije. Njegova obitelj imala je bjelorusko plemićko podrijetlo. Za vrijeme njegova života odvijala se intenzivna borba između Pravoslavne i Grkokatoličke Crkve. Rutenski (ukrajinski i bjeloruski) grkokatolici odvojili su se od pravoslavaca i priklonili Katoličkoj Crkvi priznavši Papi viši status nad ostalim biskupima.
Jozafat se rodio kao pravoslavac, a u Vilniusu je došao u kontakt s grkokatolicima, posebno s Josipom Ruckijem (kasnije kijevskim grkokatoličkim biskupom) i odlučio im se pridružiti. 1604. postao je bazilijanski grkokatolički redovnik i usvojio monaško ime Jozafat. Smjestio se u oronuli samostan u Vilniusu. Istaknuo se svetim životom te je privukao veći broj redovničkih novaka, čime se zamjerio pravoslavcima. 1609. zaređen je za svećenika. Bio je na glasu po svojim propovijedima.
1617. zaređen je za grkokatoličkoga biskupa Vitebska u Bjelorusiji. Nakon smrti nadbiskupa Polocka, Jozafat je postao njegov nasljednik. U svojoj eparhiji istakao se gorljivim radom i brojnim reformama. Suočava se s protivljenjem pravoslavaca i dijela grkokatolika, koji su i dalje željeli biti dio pravoslavlja. Dok je bio 1618. u Mogiljovu, morao je bježati pred ljudima. Obratio se kralju Sigismundu III. Vasu, koji je ugušio nemire. 
Dana 12. studenoga 1624. pobunjenici su upali u Nadbiskupski dvor i ubili ga sjekirom i vatrenim oružjem. Tijelo su mu obeščastili i vezana za veliki kamen bacili u rijeku Dvinu. 17. studenoga ribari su nakon što su vidjeli jarko svjetlo izvukli njegovo tijelo iz rijeke. Pokopan je u Polocku, a kasnije u bazilici sv. Petra u Rimu. Tijelo mu je ostalo neraspadnuto.

## Štovanje
Nakon brojnih čuda, proglašen je blaženim 1643. i svetim 1867. Spomendan mu je 12. studenoga. 
Zaštitnik je grkokatoličkih župa u Hrvatskoj Rajevo Selo i Sibinj.

## Vanjske poveznice
Mrežna mjesta
- Sv. Jozafat Kunčević, 12. studenoga, krizevacka-eparhija.com